# Сан-Джуліано-ді-Пулья
Сан-Джуліано-ді-Пулья (італ. San Giuliano di Puglia) — муніципалітет в Італії, у регіоні Молізе,  провінція Кампобассо.
Сан-Джуліано-ді-Пулья розташований на відстані близько 210 км на схід від Рима, 29 км на північний схід від Кампобассо.
Населення — 1060 осіб (2014).
Щорічний фестиваль відбувається 21 травня. Покровитель — San Giuliano.

## Демографія
Населення за роками:

Станом на 1 січня 2023 року в муніципалітеті офіційно проживали 22 іноземці з 9 країн, серед них 7 громадян країн Євросоюзу.

## Сусідні муніципалітети
- Бонефро
- Казальнуово-Монтеротаро
- Кастельнуово-делла-Даунія
- Коллеторто
- Сант'Елія-а-П'янізі
- Санта-Кроче-ді-Мальяно